# Lake Woods
Lake Woods är en sjö i Australien. Den ligger i territoriet Northern Territory, omkring 660 kilometer sydost om territoriets huvudstad Darwin. Lake Woods ligger 197 meter över havet.
Trakten runt Lake Woods är nära nog obefolkad, med mindre än två invånare per kvadratkilometer. Genomsnittlig årsnederbörd är 696 millimeter. Den regnigaste månaden är februari, med i genomsnitt 236 mm nederbörd, och den torraste är augusti, med 1 mm nederbörd.